# إدوارد مورغان فورستر
إدوارد مورغان فورستر (بالإنجليزية: Edward Morgan Forster) روائي وقاص وكاتب مقالات بريطاني ولد في لندن 1 يناير 1879 وتوفي في 7 يونيو 1970. تُظهر رواياته اهتمامه بالعلاقات الشخصية والعقبات الاجتماعية والنفسية والعرقية التي تقف في طريق مثل هذه العلاقات. تركز رواياته على أهمية اتباع الدوافع الكريمة أو الفطرة السليمة.

## بداياته
وُلد فورستر في 6 ميلكومب بلاس، دورسيت سكوير، لندن إن دبليو ون، وهو بناء لم يعد موجودًا الآن، وكان الولد الوحيد للأنجلو-إيرلندية آليس كلارا «ليلي» (الاسم قبل الزواج ويتشيلو) ومعماري ويلزي هو إدوارد مورغان ليويلين فورستر. سُجل باسم هنري مورغان فورستر، لكنه عُمّد عن طريق الخطأ باسم إدوارد مورغان فورستر. توفي والده بسبب مرض السل في 30 أكتوبر 1880 قبل عيد ميلاد مورغان الثاني. في عام 1883 انتقل مع والدته إلى روكس نيست، بالقرب من ستيفيناج، هارتفوردشير حتى عام 1893. كان ذلك نموذجًا لنهاية هاورد في روايته التي حملت الاسم نفسه. أُدرجت في الصف الأول بالنسبة للجمعيات المهتمة بالأدب والتاريخ. كانت لديه ذكريات جميلة عن طفولته هناك.
كان بعض من أسلاف فورستر أعضاء في طائفة كلافام، وهي مجموعة إصلاح اجتماعي في كنيسة إنجلترا. ورث فورستر 8000 جنيه استرليني أمانة (ما يعادل نحو 990 ألف جنيه استرليني في عام 2017) من عمة والده الكبرى ماريان ثورتون (ابنة هنري ثورنتون المؤيد لإلغاء العنصرية)، والذي توفي في 5 نوفمبر عام 1887. كانت هذه النقود كافية للمعيشة ومكنته من أن يصبح كاتبًا. التحق بمدرسة تونبريدج للقسم النهاري للذكور في كينت، حيث سُمي مسرح المدرسة على شرفه، على الرغم من أنه كان من المعروف بأنه لم يكن سعيدًا هناك.
أصبح عضوًا في مجتمع نقاش يُعرف باسم الحواريون (كان يُسمى سابقًا مجتمع محادثات كامبريدج) في جامعة الملك، كامبريدج بين عامي 1897 و1901. كانوا يجتمعون سرًا ويناقشون أعمالهم في المسائل الفلسفية والأخلاقية. شكل العديد من أعضائها ما سُمي مجموعة بلومزبري، التي كان فورستر عضوًا فيها في العقد الأول والثاني من القرن العشرين. هناك تجديد مشهور لكامبريدج فورستر في بداية الرواية التي تحمل عنوان أطول رحلة. تستند شخصيات الأخوات شليغل في رواية نهاية هاورد إلى حد ما على فانيسا وفرجينيا ستيفن.
كان فورستر مثلي الجنس. في عام 1906 وقع في حب سيد روس مسعود ذي السبعة عشر عامًا، الذي أصبح لاحقًا طالبًا في جامعة أكسفورد وكان قد درّسه باللاتينية. كان لدى الشاب الهندي نظرة شاعرية ورومنسية للصداقة، ما أربك فروستر بسبب مجاهرته المستمرة بحبه. بعد انتهائه من الجامعة، سافر في أنحاء أوروبا القارية مع والدته. انتقلا إلى ويبريدج سوري، حيث كتب رواياته الستة. في عام 1914، زار مصر وألمانيا والهند مع الكلاسيكي غولدسوورثي لويس ديكنسون، في الوقت الذي كان قد كتب فيه جميع رواياته ما عدا واحدة فقط. باعتباره كان مستنكفًا عن الخدمة العسكرية في الحرب العالمية الأولى، عمل فورستر رئيسًا للباحثين (عن الجنود المفقودين) لصالح الصليب الأحمر البريطاني في الإسكندرية، مصر. رغم إدراكه لرغباته المكبوتة، كانت هذه المرة الوحيدة، في أثناء وجوده في مصر، التي «يفقد فيها احترامه» بسبب جندي جريح في عام 1917.
أمضى فورستر فترة ثانية في الهند في بداية العقد الثاني من القرن العشرين بصفته سكرتيرًا خاصًا لتوكوجيراو الثالث، ماهاراجا مدينة ديواس. كانت قصته غير الخيالية التي كتبها في هذه الفترة بعنوان تل ديفي. بعد عودته من الهند إلى لندن، أكمل آخر رواية نُشرت له في حياته، رحلة إلى الهند (1924)، التي فاز عنها بجائزة جيمس تيت بلاك التذكارية عن الأدب القصصي. أشرف أيضًا على تحرير رسائل إليزا فاي (1756-1816) من الهند، في طبعة نُشرت لأول مرة 1925. في عام 2012، كتب تيم ليغات، الذي عرف فورستر في آخر خمسة عشر عامًا من حياته، مذكرات باستخدام مراسلات غير منشورة له معه تعود إلى تلك السنوات.

## رواياته
أكثر روايات فورستر التي نالت التقدير هي هواردز-إند 1910؛ رحلة إلى الهند 1924. ونهاية آل هوارد، قصة اجتماعية كوميدية ذات مضمون مأساوي تحكي عن شخصيات إنجليزية من الطبقة الوسطى. تعكس الرواية مفهوم فورستر المثالي عن الأرستقراطية الرقيقة المشاعر، والمراعية لحقوق الآخرين، والشجاعة المقدامة. أما رواية رحلة إلى الهند فتصف الصراع بين الثقافتين الإنجليزية والهندية. كتب فورستر أربع روايات أخرى هي: عندما تخاف الملائكة أن تطأ 1905، أطول رحلة 1907، غرفة مع منظر 1908, موريس التي أُكملت عام 1914، ونُشرت عام 1971، أي بعد أن توفي الكاتب.
في السنوات الـ 46 الأخيرة من حياته، لم يكتب فورستر سوى القصص الواقعية. إلا أنه كتب مقالات وتراجم ونقدًا أدبيًا بأسلوب رائع ممتاز وبنفس الجمال والكياسة والأناقة التي تميزت بها رواياته.

## وصلات خارجية
- إي. إم. فورستر على موقع IMDb (الإنجليزية)
- إي. إم. فورستر على موقع الموسوعة البريطانية (الإنجليزية)
- إي. إم. فورستر على موقع مونزينجر (الألمانية)
- إي. إم. فورستر على موقع ألو سيني (الفرنسية)
- إي. إم. فورستر على موقع ميوزك برينز (الإنجليزية)
- إي. إم. فورستر على موقع أول موفي (الإنجليزية)
- إي. إم. فورستر على موقع قاعدة بيانات برودواي على الإنترنت (الإنجليزية)
- إي. إم. فورستر على موقع قاعدة بيانات الأفلام السويدية (السويدية)
- إي. إم. فورستر على موقع إن إن دي بي (الإنجليزية)
- إي. إم. فورستر على موقع أول ميوزيك (الإنجليزية)
- إدوارد مورغان فورستر  على قاعدة بيانات الخيال التأملي على الإنترنت